# بوستان بانوان در تهران
بوستان بانوان در تهران مجموعه فضاهای تفریحی و ورزشی مخصوص خانم‌هاست و ایده اولیه آن از سوی دفتر امور زنان ریاست جمهوری مطرح شد. همچنین نخستین واکنش به چنین ایده‌ای نیز همان اوائل دهه هشتاد مطرح شد. در عین حال گزارش‌هایی از ایجاد بوستان ویژه ورزش بانوان در اوائل دهه هفتاد خورشیدی خبر می‌دهد.
از نیمه دهه هشتاد خورشیدی
تا اواخر دهه نود خورشیدی شش بوستان مخصوص خانم‌ها در تهران تأسیس شده است. نخستین بوستان برای زن‌ها سال ۱۳۸۷ افتتاح شد.تا پایان سال ۱۳۹۹ شش بوستان اختصاصی زن‌ها به نام‌های بهشت مادران، پردیس بانوان، بوستان نرگس، مجموعه شهربانو (در پارک ولایت)، بوستان ریحانه (در پارک چیتگر) فعالیت دارند اجرای این طرح با موافقتو مخالفت‌های متعددی همراه بوده است. در مدت پنج سال چهار بوستان بانوان در مساحتی بیش از ۷۷۰ هزار متر مربع در تهران ساخته شده است. طرح تأسیس بوستان بهشت مادران به عنوان نخستین بوستان ویژه زن‌ها مرداد ۱۳۸۲ در شورای شهر تهران به تصویب رسید.

## تاریخچه
اختصاص حداقل یک پارک یا بوستان به زنان در هر استان از پیشنهادهای جدی دفتر امور زنان وزارت کشور در دوران ریاست جمهوری سید محمد خاتمی بود که با صدور مجوز اختصاص بخشی از بودجه عمرانی استان‌ها به این امر، مقدمات آن فراهم آمد و متناسب نیاز استان و پیگیری‌های صورت گرفته توسط دفاتر امور زنان آن، اقداماتی صورت گرفت. در مدت پنج سال چهار بوستان به مساحت ۷۷۰ هزار متر مربع مربع احداث شد.

## اهداف و ضرورت‌ها

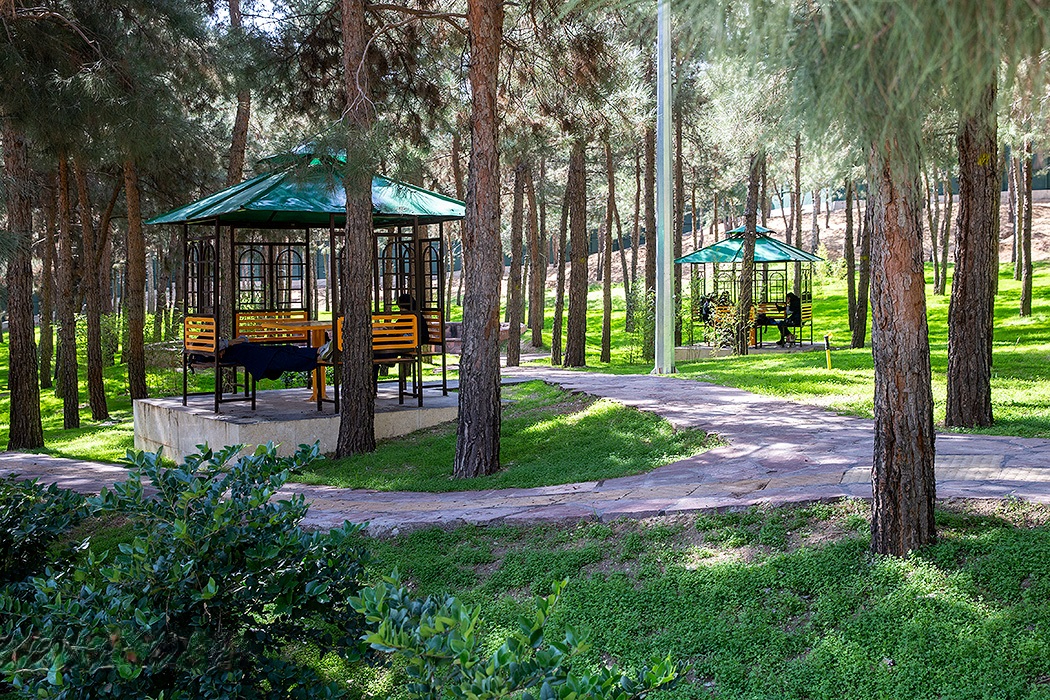
استراحت و معاشرت زن‌های تهرانی در بوستان اختصاصی بانوان

پژوهشی دربارهٔ انتظار و توقع خانم‌ها از بوستان اختصاصی انجام شد.
ضرورت‌های بوستان‌های اختصاصی برای زن‌ها را اینگونه برشمردند که اولا بوستان‌ها به ایجاد فضاهای جمعی برخوردار از مبلمان و تجهیزات مناسب منجر شود. همچنین در نهایت تنوع فضایی و بصری در فضای سبز برای زن‌ها فراهم آورد و بخشی از پارک به فضاهای آموزشی و فراگیر و نمایشگاهی مبتنی برخاست و نیاز خانم‌ها اختصاص یابد. از دیگر ضرورت‌ها و توقع خانم‌ها از ایجاد پارک‌های بانوان را می‌توان به این شرح برشمرد.
- تخصیص فضاهای ایمن و اختصاصی به منظور اقامت‌های چند ساعته
- افزایش فضاهای خدماتی و ورزشی به صورت فردی- گروهی
- تخصیص بخشی از پارک به منظور خود اشتغالی بانوان متقاضی
- امکان استفاده از پارک در اوقات شب

## دیدگاه‌ها
ایجاد پارک‌های اختصاصی بانوان مانند بسیاری از مسائل مرتبط به جنسیت در ایران موضوعی محل مناقشه بوده است؛ اجرای این طرح هم توأم با موافقت‌ها و مخالفت‌هایی بوده است.

### مخالفان
در حالی که موافقان ایجاد بوستان‌های ویژه خانم‌ها عموماً مسئولان و کارگزاران دولتی و شهری و موافقان اعمال محدودیت بر زن‌ها بودند، اما مخالفان بوستان اختصاصی برای خانم‌ها طیف متنوعی از برخی مقامات دولتی تا فعالان حقوق زن و جریان‌های تحول‌خواه را در بر می‌گیرد. از جمله استدلال‌های مخالفان بوستان ویژه زن‌ها می‌توان به این موارد اشاره کرد.

براساس پژوهش انجام شده مشخص شد، اینگونه پارک‌ها از سوی جریان‌های فعال حقوق زنان و مخالفان تفکیک جنسیتی مورد استقبال قرار نگرفته است.

- دامن زدن به تفکیک جنسیتی
- کار بیهوده و غیر ضرور
- دامن زدن به تبعیض و بی‌عدالتی علیه زن‌ها
- منفک کردن زن از جامعه و تلاش برای اعمال اتوریته و قدرت بر زن
- نسرین ستوده از ایجاد پارک اختصاصی زن‌ها به عنوان یکی از مصادیق تفکیک جنسیتی یاد می‌کند و معتقد است این نقض حقوق بشر است.[۱۰]
- همچنین براساس پژوهش انجام شده طرح احداث پارک‌های زنانه در شهر تهران با هدف عادلانه‌تر کردن بهره‌مندی از فضاهای شهری انجام شده است و در تشریح دستاوردهای آن از کلیه زنان به عنوان بهره‌مندان از طرح نام برده می‌شود. اما پس از بررسی و مصاحبه با تیپ‌های مختلف مراجعان در پارک مشخص شد، اینگونه پارک‌ها از سوی عموم زن‌ها مورد توجه و استقبال قرار نگرفته است. یکی آن دسته از زنانی که با فضای شهری کاملاً بیگانه هستند. دیگر هم اینکه زن‌های دارای نگرش و گرایش‌های فمینیستی از این پارک‌ها بهره نمی‌برند.[۱۶][۱۸]
- همچنین بر اساس پژوهشی انجام شده[۱۹]دربارهٔ تفکیک جنسیتی مبتنی بر ایجاد پاره ویژه زن‌ها پیشنهادهایی به این شرح مطرح شده است: «پیشنهادی نیز به برنامه‌ریزان و مجریان چنین طرح‌هایی ارائه کرد باید گفت که با توجه به شکست چنین طرح‌هایی در پیاده کردن الگوهای ایدئولوژیک مد نظر البته اگر صرفاً نیت، کنترل و اعمال قدرت بی‌ربط با ارزش‌های مورد ادعا یا اجرای نمایش غیرقابل باور تغییر الگوهای سبک زندگی از جنس بیلبوردهای تبلیغاتی نباشد و واقعاً قصد بر آن باشد که به گروه‌های حاشیه‌ای فرصت بیشتری برای حضور در حوزه عمومی داده شود، تنها راه، مشارکت مصرف‌کنندگان فضا در تولید آن است. با توجه به اینکه حتی در میان نمونه‌های ما که هم از لحاظ کمی بسیار اندک بودند و هم از لحاظ ویژگی‌های معمولِ قابل سنجش شباهت زیادی با یکدیگر داشتند، اختلاف‌ها و تضادهای عمیقی وجود داشت که نیازهای متفاوتی را نیز ایجاد می‌کرد؛ بنابراین چگونه می‌توان در جایگاهی قرار گرفت که برای نیازهای مشترک همة زنان آن هم در مورد نحو گذران اوقات فراغتشان تصمیم گرفت و پروژه‌های کلان اجرا کرد.»[۲۰]

### موافقان
موافقان ایجاد پارک‌های اختصاصی برای زن‌ها استدلال‌های متعددی را پیش می‌کشند.استدلال‌های موافقان ایجاد پارک اختصاصی برای زن‌ها را می‌توان به این شرح فهرست کرد.
- صیانت از نهاد خانواده

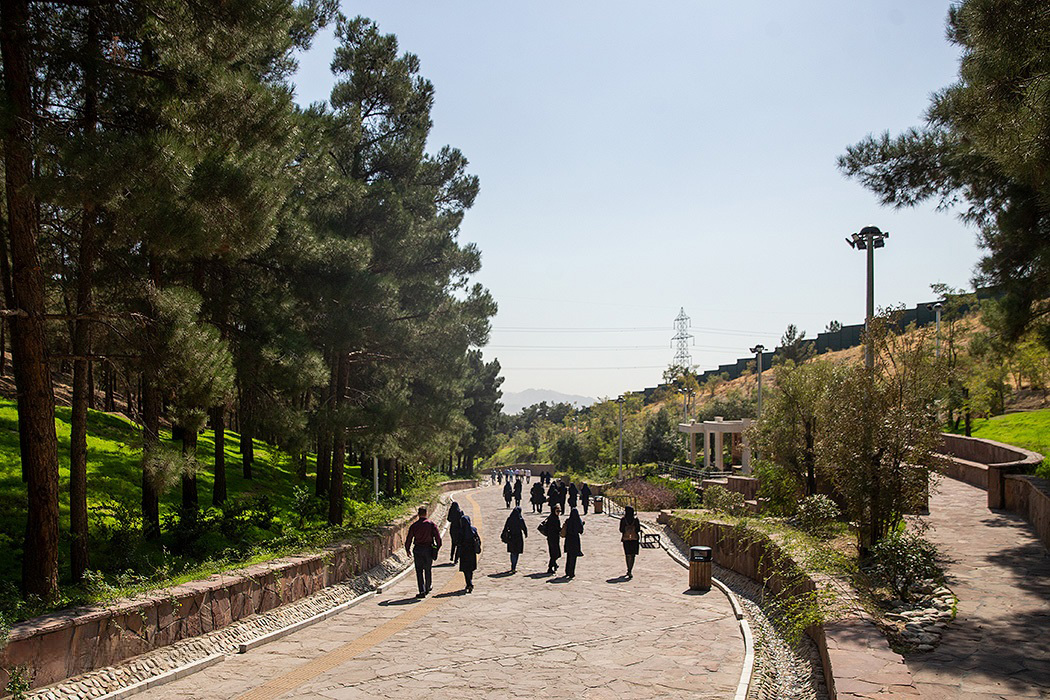
نمایی از بوستان اختصاصی خانم‌ها در تهران

- بوستان ویژه زن‌ها درمان نشاط اجتماعی
- تحقق آزادی پوشش برای زن‌ها
- افزایش ضریب امنیت بانوان

فخرالسادات محتشمی‌پور در دفاع از بوستان زن‌ها معتقد است: «استدلال ما در آن زمان این بود که با توجه به شرایط حاکم فرهنگی تبعیض‌های ناخواسته یی علیه زنان اعمال می‌شود که برای رفع آنان ناگزیر از اختصاص فضاهای ویژه برای زنان هستیم؛ و این هرگز به آن معنا نیست که زنان از بهره‌مندی از امکانات عمومی محروم بمانند. برای مثال وقتی که زنان به دلیل داشتن پوشش و حجاب، امکان ورزش و تفریحات مورد نیازشان را در پارک‌ها و مراکز تفریحی عمومی ندارند، ضروری است که امکاناتی برای ایشان فراهم شود که این نیازها به شکل مناسب مرتفع شود و سلامت جسم و روان آنان تضمین شود.»

## بوستان‌ها

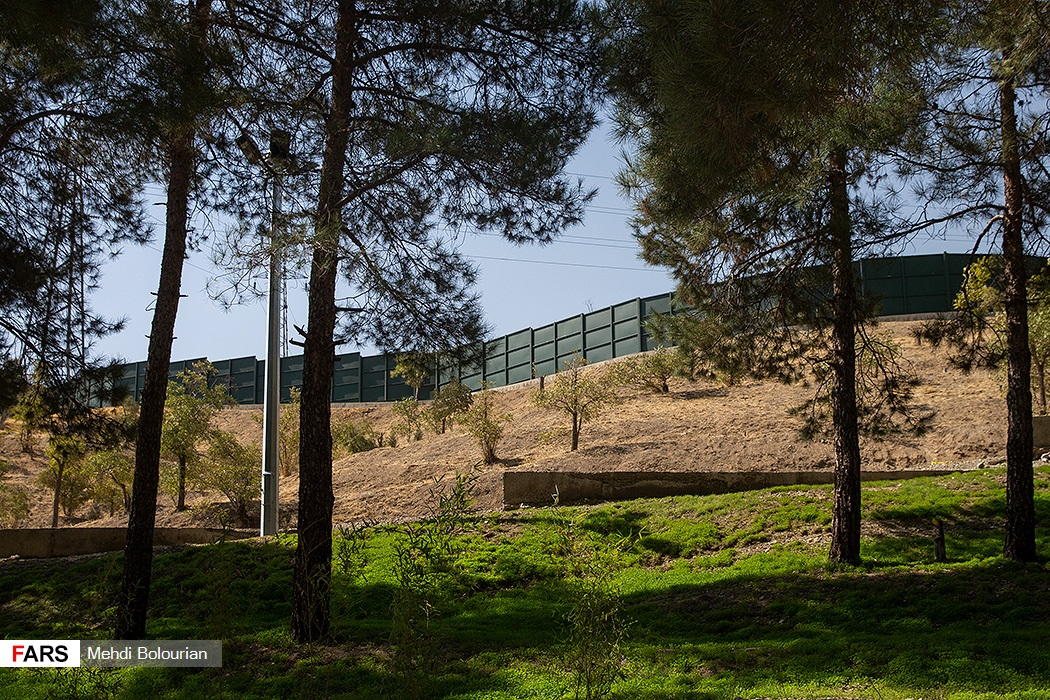
فضای سبز بوستان اختصاصی خانم‌ها در تهران

تا پایان سال ۱۳۹۹ شش بوستان اختصاصی زن‌ها به نام‌های بهشت مادران، پردیس بانوان، بوستان نرگس، مجموعه شهربانو (در پارک ولایت)، بوستان ریحانه (در پارک چیتگر) فعالیت دارند. و به گفته یکی از مدیران کل دفتر امور زنان در دولت خاتمی، در زمان تصمیم‌گیری برای ایجاد بوستان ویژه خانم‌ها در دولت اصلاحات عمده توجه معطوف به شهرستان‌ها بود؛ ضرورت ایجاد پارک ویژه زن‌ها در تهران تصور نمی‌شد. گمان می‌رفت که زنان پایتخت‌نشین با توجه به تنوع و تعدد امکانات رفاهی و تفریحی در شهر تهران نیاز چندانی به پارکی یا بوستانی از آن خود داشته باشند، اما ظاهراً پیگیری‌های صورت گرفته سرانجام قرعه فال را به نام زنان تهرانی نیز زده و پارک زنان یا «بهشت مادران» را در محیطی که امکان پوشش و استتار کامل داشته باشد، برای آنان مهیا کرده است.

### بوستان بهشت مادران
بهشت مادران نخستین بوستان اختصاصی برای زن‌هاست که سال ۱۳۸۷ افتتاح شد.
افتتاح نخستین بوستان زن‌ها با مخالفت شماری از شهروندان همراه شد و از این ایده به عنوان تلاشی برای دامن زدن به تفکیک جنسیتی یاد شد.
دربارهٔ بوستان
بهشت مادران نخستین بوستان اختصاصی زن‌ها در ایران، در اردیبهشت ۱۳۸۷ افتتاح شد. بهره‌بردای از نخستین پارک بانوان بازتاب زیادی در فضای رسانه‌ای داشت. ساخت بوستان از سال ۱۳۸۴ آغاز شد. ین بوستان که ۲۰ هکتار مساحت دارد دارای امکانات مختلف ورزشی و فرهنگی است. این بوستان در منطقه سه شهرداری تهران منطقه در تقاطع اتوبان حقانی و خیابان شهید کاوه قرار داد. براساس گزارش‌هایی در بعضی روزهای تعطیل این پارک همگانی و خانوادگی است. این بوستان چندین بار موضوع گزارش‌های توصیفی روزنامه‌نگاران بوده است.طرح تأسیس بوستان بهشت مادران به عنوان نخستین پارک ویژه زن‌ها مرداد ۱۳۸۲ در شورای شهر تهران به تصویب رسید.
امکانات
بوستان بهشت مادران دارای امکانات متعدد تفریحی، ورزشی، آموزشی و فرهنگی است. از جمله می‌توان به پیست دوچرخه سواری، سالن والیبال و بسکتبال، سالن تیر و کمان، وسایل بازی کودکان، خانه فرهنگ حوراء (دارای کلاسهای آموزشی)، آلاچیق و فضای سبز و گذر مهارت اشاره کرد.
حاشیه‌ها
بوستان بهشت مادران از زمان احداث تا کنون چندین بار خبرساز شده است. از جمله قرق بوستان برای حضور همسر محمد جواد ظریف در بهشت مادران، تصمیم به واگذاری بخشی از زمین‌های بوستان بهشت مادران به شرکت نوسازی اراضی عباس‌آباد و نیز اقدام به ساخت و ساز غیرمجاز در بوستان از جمله رویدادهایی است که توجه رسانه‌ها و افکار عمومی را به آن جلب کرده است.
- ناهید خداکرمی عضو شورای شهر تهران در مخالفت با واگذاری بخشی از زمین‌های بوستان بهشت مادران به شرکت نوسازی اراضی عباس‌آباد گفته بود:[۳۳] «خانواده‌های تهرانی و شورای شهر اجازه نمی‌دهند که حتی یک متر از بوستان بهشت مادران توسط هیچ ارگانی تصرف شود.»[۳۴]
- شهردار منطقه سه شهرداری تهران دربارهٔ ساخت و ساز در بوستان بهشت مادران گفته بود. «برای ساخت و ساز در ۲۱۰۰ متر مربع از این بوستان مجوزهایی صادر شده است. باتوجه به اصل حقوق عامه به شهرداری تهران تذکر می‌دهم که از تصرف این پارک و تغییر کاربری آن خودداری کند.»[۳۵]

### پردیس بانوان
دربارهٔ بوستان
بوستان پردیس بانوان دومین پارک ویژه زن‌هاست که مرداد ۱۳۸۸ در منطقه پانزده شهرداری تهران ابتدای بزرگراه آزادگان افتتاح شد. مساحت این بوستان ۲۷ هکتار است.
براساس گزارش‌های این بوستان روزانه میزبان حداقل پنج هزار نفر از بانوان است.
امکانات
بوستان پردیس بانوان دارای امکانات متعدد تفریحی، ورزشی،
آموزشی و فرهنگی است. از جمله می‌توان اشاره کرد به، دو استخر سرپوشیده و باز،
پیست دوچرخه سواری، خیابان تندرستی، مهدکودک و فضای بازی کودکان، زمین چمن فوتبال و فوتسال، زمین بسکتبال، والیبال در فضای باز، تنیس روی میز محوطه اسکیت، ساختمان شهربانو، زمین بدمینتون، سالن اجتماعات با ظرفیت ۴۰۰ نفر، رینگ تندرستی و خانه سلامت، دارای ۷ هزار متر دریاچه و آلاچیق و باغ راه آمفی تئاتر روباز پیست دوچرخه سواری این بوستان هزار و ۸۰۰ متر طول دارد. علاوه بر ورزش و تندرستی ترویج فرهنگ دوچرخه‌سواری از جمله اهداف اختصاص پیست دوچرخه برای این بوستان عنوان شده است. ایجاد طرح‌های مفرح و جشنواره‌های مناسبتی نیز از دیگر فعالیت‌های معمول در بوستان پردیس بانوان است.
همچنین طراحی بوستان ترکیبی از سبک ایرانی و مدرن است و سطح بوستان با استفاده از دو محور اصلی متقاطع به چهار بخش تقسیم شده که در محل تقاطع این دو محور آبنمای مرکزی استقرار یافته است. دور تا دور بوستان دو مسیر جداگانه تندرستی با پوشش سنگفرش و مسیر دوچرخه‌سواری با پوشش آسفالت احداث شده است. بوستان پردیس بانوان کلینیک تخصصی گل و گیاه نیز دارد.

### بوستان نرگس
دربارهٔ بوستان

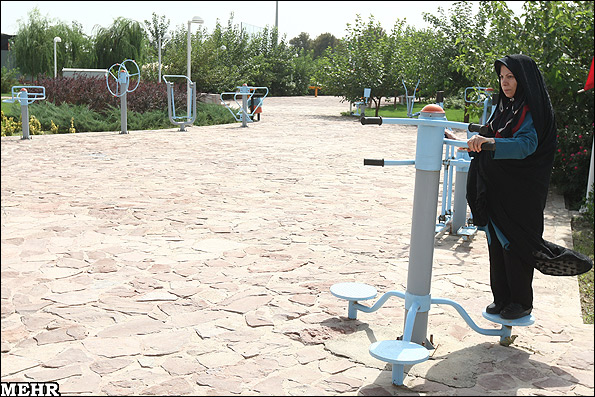
این عکس در گزارش تصویری افتتاح بوستان اختصاصی زن‌ها منتشر شده است.

بوستان نرگس در ۲۴ هکتار هشتم مهرماه ۱۳۹۰ در منطقه هیجده شهرداری تهران با حضور محمد باقر قالیباف شهردار وقت تهران افتتاح شد.
این سومین بوستان اختصاصی برای بانوان بود که در جنوب شهر تهران ایجاد می‌شد. بر اساس گزارش‌هایی نکته مهم در راه اندازی این بوستان‌ها توجه ویژه مجموعه شهری به شهروندان بانو در جنوب شهر تهران است؛ سه بوستان اختصاصی زن‌ها در منطقه پانزده شهرداری تهران، منطقه هیجده شهرداری تهران و همچنین منطقه نوزده شهرداری تهران ساخته شده است که در محدوده جنوب شهر تهران به حساب می‌آیند و از این طریق امکان دسترسی بانوان به مجموعه‌های ورزشی، تفریحی، فرهنگی و اجتماعی فراهم شده است. این اقدام به تعدیل کمبودهای این مناطق کمک کرد.
امکانات
بوستان نرگس نیز مانند دیگر بوستان‌های اختصاصی بانوان، دارای فضای سبز، امکانات تفریحی، ورزشی و همچنین آموزشی و فرهنگی است. از جمله می‌توان به سالن استخر و سونای خشک و تر، سالن بدنسازی، پیست دوچرخه‌سواری، پیست اسکیت، کلینیک گل و گیاه، مهدکودک، دریاچه
رینگ تندرستی، زمین بدمینتون، زمین والیبال و بسکتبال، زمین فوتبال، دریاچه و باغ راه و… اشاره کرد.
برگزاری جشنواره‌های فرهنگی و ورزشی و فعالیت‌های مفرح از دیگر فعالیت‌های بوستان نرگس است.

### بوستان شهربانو
دربارهٔ بوستان
بوستان شهربانو بخشی از بوستان بزرگ ولایت است
تیرماه ۱۳۹۰ به مساحت ۶ هکتار افتتاح شد.
امکانات
بوستان شهربانو مجموعه امکانات ورزشی و تفریحی ویژه زن‌ها را فراهم آورده است. بخشی از فضای شهربانوی بوستان ولایت به زمین چمن فوتبال و ۰۰۲۱متر به زمین روباز ورزشی اختصاص یافته است. همچنین این بوستان دارای پیست کارتینگ اتومبیلرانی و پیست دوچرخه‌سواری ویژه استفاده بانوان است. بخش دیگری از مجموعه شهربانو را فروشگاه تشکیل می‌دهد که به عرضه کالاهای موردنیاز خانم‌ها، محصولات فرهنگی و ورزشی می‌پردازد. گالری هنری با ۴۰۰متر از امکان‌های فرهنگی این مجموعه است. راه‌اندازی مجموعه مرکزی دیجیتال در ضلع جنوبی شهربانو همچنین بیش از گروه‌های مشاوره در ۲۴ موضوع مختلف مانند مشاوره سلامت روحی و روانی، بهداشت، همسرداری، خانواده، نشاط و شادابی از دیگر امکانات این مجموعه است.
همچنین در گزارشی دیگر امکانات این مجموعه به این شرح معرفی شده است؛ دارای ۲۰ ساختمان هنری، مذهبی، فرهنگی، اجتماعی و ورزشی
سالن ورزش سرپوشیده با سکوی ویژه تماشاگر تا ۱۵۰ نفر، سالن ورزش‌های رزمی، استخر بانوان، سالن همایش و سینما، سالن مد و لباس
مرکز زیبایی، گالری آزاد هنری و فروشگاه ویژه عرضه محصولات، مهدکودک، پیست دوچرخه سواری، کارتینگ اتومبیلرانی، مرکز مشاوره و مرکز آموزش آشپزخانه و رستوران، آبنما و رواق استراحت بانوان
مرکز کوثر و فعالیت‌های جنبی
در بوستان شهربانو علاوه بر امکانات یاد شده دارای دو مرکز مهارت آموزی کوثر است. این دو مرکز با هدف توانمند سازی بانوان سرپرست خانوار در قالب آموزش و ایجاد اشتغال در مجموعه شهربانوی بوستان بزرگ ولایت راه اندازی شده است. هر کدام از مراکز جدید ظرفیت اشتغالزایی برای بیش از ۳۰ نفر را دارند. ضمن اینکه امکان آموزش و ایجاد اشتغال خانگی برای ۱۰۰ بانو نیز در این مراکز فراهم شده است.
همچنین برگزاری جشنواره‌های مناسبتی دینی و ملی از دیگر فعالیت‌های این بوستان است.

### بوستان ریحانه
دربارهٔ بوستان
بوستان بانوان ریحانه در سال ۱۳۹۵ با مساحت ۱۸ هکتار در ضلع شرقی بوستان چیتگر افتتاح شد. این بوستان در منطقه بیست و دو شهرداری تهران بنا شده است. از زیر مجموعه‌های و بخش‌های پارک جنگلی چیتگر است. فضای اختصاصی برای زنان، با هدف رفع نیازهای ضروری فرهنگی، تفریحی و ورزشی بانوان و کودکان و غنی‌سازی اوقات فراغت آنان ایجاد شده است. در این مجموعه، زنان و دختران جوان می‌توانند با استفاده از لباس‌های راحت و مناسب، در آن به ورزش و تفریح بپردازند.
امکانات
بوستان ریحانه نیز امکانات ویژه تفریحی و ورزشی را فراهم آورده است و از آن جمله می‌توان اشاره کرد به استیج ورزش صبحگاهی و اسکیت، سرویس بهداشتی، سالن چند منظوره ورزشی، آمفی تئاتر روباز، نمازخانه، ست‌های ورزشی بانوان، ست‌های بازی کودکان، خانه عکس، سکوهای نشیمن خانوادگی، سالن پینگ پنگ و فوتبال دستی، زمین بازی محصور، ایستگاه تندرستی، سالن بدنسازی، سالن بیلیارد، پیست دوچرخه سواری، آلاچیق‌های سرپوشیده مجهز به باربکیو و میزو صندلی، آبنما، نمازخانه صحرایی، رختکن مجهز به کمد امانات و آیینه، سیستم صوت و پیج، آبخوری، میز شطرنج، زمین چمن و…
اولین پیست دوچرخه‌سواری ویژه زنان در این بوستان ایجاد شده است.

### بوستان مرضیه حدیدچی
دربارهٔ بوستان

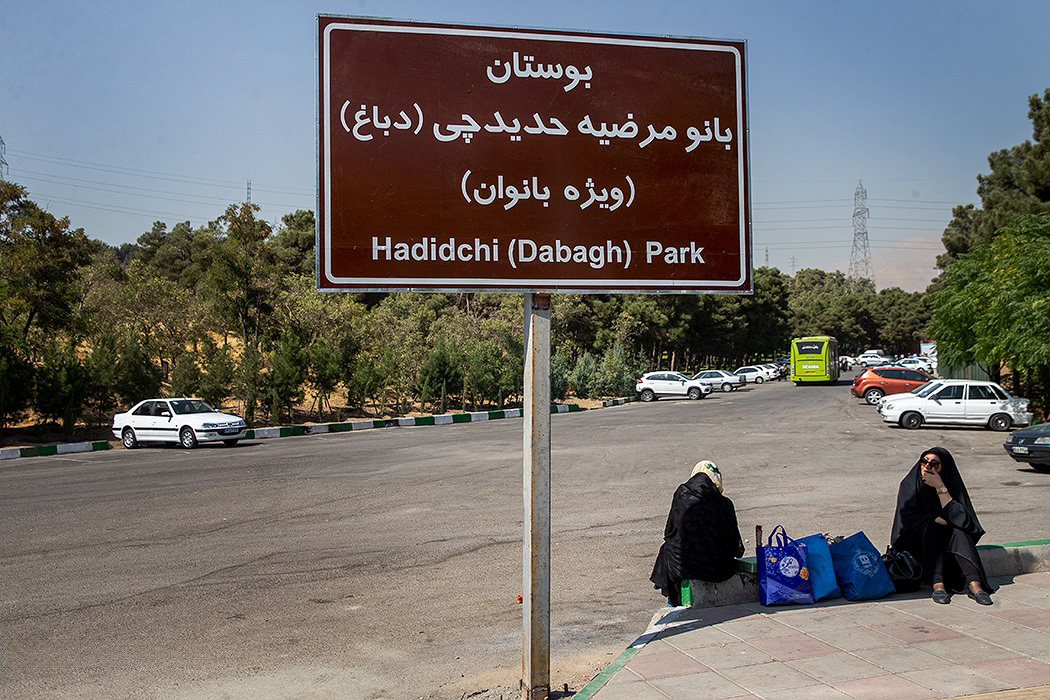
بوستان مرضیه حدیدچی در دوره مدیریت پیروز حناچی افتتاح شد.

بوستان بانوان پنجمین پارک ویژه خانم‌ها است. این بوستان سال ۱۳۹۸ در منطقه چهار شهرداری تهران افتتاح شد.این بوستان در مساحت ۳۵ هکتار و در محدوده جنگل‌های لویزان، ضلع جنوبی اتوبان بابایی و ضلع غربی باغ پرندگان ایجاد شده است. این بوستان به نام مرضیه حدیدچی (دباغ) نامگذار شده است. در افتتاح این بوستان پیروز حناچی شهردار تهران و زنان عضو شورای شهر تهران حضور داشتند.
زهرا صدراعظم نوری عضو شورای شهر تهران هدف از ایجاد پنجمین بوستان اختصاصی بانوان در تهران را ایجاد عدالت و برقراری امکانات برابر برای تمامی شهروندان عنوان کرد.
امکانات
بوستان بانوان امکاناتی نظیر زمین‌های روباز ورزشی، زمین اسکیت، ساختمان خانه کودک، زمین بازی کودکان دارد.